# Sewar
Sewar – chan (chagan) protobułgarski, władający przypuszczalnie w latach 738–753. 
Jedyne informacje na jego temat pochodzą z imiennika chanów bułgarskich, średniowiecznego dokumentu, zestawiającego listę bułgarskich władców od najdawniejszych czasów. Sewar został w nim opisany jako pochodzący z arystokratycznego rodu Dulo. Przypuszcza się, iż prawdopodobnie był wnukiem chana Asparucha. Według dokumentu władał przez 15 lat. W zależności od przyjętej metody obliczeń historycy proponują różną datację jego panowania: T. Wasilewski i D. Lang:  725–740, G. Ostrogoski: 725–739, W. Złatarski: 724–739, I. Wenedikow: 722–738, M. Moskow: 721–737; najbardziej oryginalną datację proponują historycy J. Andrejew, I. Łazarow i P. Pawłow, którzy skracają okres panowania następcy Sewara – Kormisosza do 3 lat, co powoduje przesunięcie panowania Sewara na lata 738–753.
Rządy Sewara prawdopodobnie były bardzo spokojne, jako że kroniki bizantyjskie nie opisują żadnych wydarzeń na północnej granicy Cesarstwa w tamtym okresie. Jest bardzo prawdopodobne, że gdyby jakiekolwiek wydarzenia czy konflikty miały podówczas miejsce, zostałyby odnotowane w zapisach bizantyjskich.
Sewar był ostatnim władcą z rodu Dulo. Nie wiemy czy zmiana dynastii była wynikiem bezpotomności Sewara, czy efektem pierwszego z częstych w połowie VIII wieku w Bułgarii przewrotów politycznych.